# Dryptodon funalis
Dryptodon funalis là một loài Rêu trong họ Grimmiaceae. Loài này được (Schwägr.) Brid. mô tả khoa học đầu tiên năm 1826.